# ゴールデンクロス〜話題の社長が気になる社長に会いに行く〜
『ゴールデンクロス～話題の社長が気になる社長に会いに行く～』は、BSテレ東で2019年に放送された情報ドキュメンタリー番組である。

## 概要
新たな時代を切り開こうとする新進気鋭の社長Ａが、今気になっている社長Ｂと会う番組。社長Ａが会いたいと思う社長は誰なのか？そして２人の社長が出会った時、どんな話が交わされるのか？今後のコラボの可能性についても話します。
2019年11月16日のオンエアでは、今後レギュラー化を目指す番組として紹介されている。

## 放送リスト
- 2019年11月16日
  - SHOWROOM株式会社社長・前田裕二 →　株式会社エイブルホールディングス社長・平田竜史
  - 株式会社ヤッホーブルーイング社長・井手直行　→ 株式会社カヤック社長・柳澤大輔

## スタッフ
- 企画 - 今井豪
- 構成 - 栗田智也、オグロテツロウ
- プロデューサー補 - 斎藤真希
- 演出補 - 八木秀之
- ディレクター - 増田真也
- 演出 - 西川裕之
- プロデューサー - 石川剛
- チーフプロデューサー - 影山秀伸